# Max Imboden
Pour les articles homonymes, voir Imboden.
Max Imboden, né le 19 juin 1915 à Saint-Gall et mort le 7 avril 1969 à Bâle (originaire de Saint-Gall et de Unterseen), est un juriste suisse. 

## Biographie
Imboden est né à Saint-Gall d'un père psychiatre et d'une mère pédiatre. Après des études de droit à Genève, Berne et Zurich, il rédige sa thèse de doctorat auprès de Zaccaria Giacometti, intitulée « Bundesrecht bricht kantonales Recht » (Le droit fédéral casse le droit cantonal). De 1940 à 1943, il est stagiaire puis travaille au tribunal de district de Horgen.
En 1942, il passe le barreau dans le canton de Zurich. En 1944, il conclut son habilitation à l'Université de Zurich avec le titre de son travail : « Der nichtige Staatsakt ». Sa carrière se déroule en plusieurs étapes : de 1946 à 1953, il est conseiller juridique auprès de la ville de Zurich, en 1949, il est nommé professeur de droit fiscal et de droit administratif cantonal à l'Université de Zurich, à partir de 1953, il détient une chaire en droit public à l'Université de Bâle. En 1959, il est professeur invité à l'Université libre de Berlin. De 1963 à 1964, est recteur de l'Université de Bâle. 
En tant que pionnier de la politique en matière de sciences, Imboden a été le premier président du Conseil suisse de la science, nouvellement créé en 1965. Sa publication, Schweizerische Verwaltungsrechtsprechung, qui a été poursuivie par René Rhinow, a été longtemps considérée comme un ouvrage de référence. Il est également l'auteur de nombreux rapports d'experts pour la Confédération, les cantons, les communes et le secteur privé, ainsi que de projets de lois fédérales importantes (y compris concernant le financement des universités, les juridictions et procédures administratives) de même que certaines constitutions cantonales (Bâle et Nidwald).
De 1960 à 1964, Imboden est membre du Grand Conseil de Bâle-Ville pour le Parti radical-démocratique (aujourd'hui Parti libéral-radical). Dès 1960, il est membre  de la Constituante pour un canton de Bâle réunifié, qu'il préside en 1962. 
De 1965 à 1967, il est membre du Conseil national. Imboden est considéré comme un moteur de la discussion sur la révision totale de la Constitution fédérale. Son ouvrage célèbre, Helvetisches Malaise, est publié en 1964. À partir de 1967, il est membre de la commission d'experts pour la préparation de la révision totale de la Constitution fédérale sous la direction de l'ancien conseiller fédéral Friedrich Traugott Wahlen. À l'armée, il détient le grade de major et était en dernier lieu membre de l'état-major de la brigade frontières 6. 
Imboden décède à Bâle en 1969. En 1987, sa succession est partiellement déposée aux Archives de l'État de Zurich et y est enregistrée. Avec la décision de la famille de faire don de l'ensemble du domaine aux Archives d'histoire contemporaine, cette partie de la collection est également remise à l'AfZ en 1996. En 1997, la partie qui est restée avec la famille a suivi, y compris les journaux intimes d'Imboden. Les derniers ajouts ont suivi en 2008, notamment plusieurs publications.

## Publications
- (de) Max Imboden, Bundesrecht bricht kantonales Recht : Ein Beitrag zur Lehre vom Bundesstaat unter Verarbeitung der schweizerischen Staatsrechtspraxis (thèse de doctorat), Zurich, H. R. Sauerländer & Co., coll. « Zürcher Beiträge zur Rechtswissenschaft » (no 77), 1940, 180 p. (OCLC 32587810)
- (de) Max Imboden, Der nichtige Staatsakt : Eine verwaltungsrechtliche Studie (thèse d'habilitation), Zurich, Polygraphischer Verlag AG, 1944, 154 p. (OCLC 611403652)
- (de) Max Imboden, Das Gesetz als Garantie rechtsstaatlicher Verwaltung, Basel, Helbing & Lichtenhahn, 1964, 46 p. (OCLC 832419142)
- (de) Max Imboden, Die Staatsformen : Versuch einer psychologischen Deutung staatsrechtlicher Dogmen, Bâle/Stuttgart, Hebling & Lichtenhahn, 1959, 120 p. (OCLC 18724991)
- (de) Max Imboden, Schweizerische Verwaltungsrechtsprechung : Die Rechtsgrundsätze der Verwaltungspraxis, erläutert an Entscheiden der Verwaltungsbehörden und Gerichte, Basel, Helbing & Lichtenhahn, 1960, 422 p. (OCLC 833143040)
- (de) Max Imboden, Politische Systeme : Staatsformen, Bâle, Helbing & Lichtenhahn, 1964, 239 p. (OCLC 561538277)
- (de) Max Imboden, Helvetisches Malaise, Zurich, EZV-Verlag, 1964, 47 p. (OCLC 716568391)